# 레비아탄 (1989년 영화)
《레비아탄》(영어: Leviathan)은 미국에서 제작된 조지 P. 코스마토스 감독의 1989년 모험, 공포, 미스터리, SF, 스릴러 영화이다. 피터 웰러, 리차드 크레나, 아만다 페이스, 어니 허드슨 등이 주연으로 출연하였고 아우렐리오 데 라우렌티스 등이 제작에 참여하였다.

## 출연

### 주연
- 피터 웰러 - 베크
- 리차드 크레나 - 톰슨
- 아만다 페이스 - 윌리엄즈
- 어니 허드슨 - 존스

### 조연
- 다니엘 스턴 - 식스팩
- 마이클 카마인 - 토니
- 리사 에일바처 - 보우먼
- 헥터 엘리존도 - 캅
- 메그 포스터 - 마틴

## 한국판 성우진(MBC)
- 박일 - 베크(피터 웰러)
- 윤소라 - 윌리엄즈(아만다 페이스)
- 김기현 - 존스(어니 허드슨)
- 이영달 - 톰슨(리처드 크레나)
- 김용식 - 캅(헥터 엘리존도)
- 이도련 - 식스팩(다니엘 스턴)
- 이명숙 - 마틴(메그 포스터)
- 이미자 - 보우먼(리사 에일바처)
- 이윤연 - 토니(마이클 카마인)
- 곽대홍 - 조종사(래리 돌긴)
- 김영훈 - 컴퓨터 음성

## 기타
- 미술: 론 콥
- 세트: 브루노 세사리
- 세트: 로버트 굴드
- 의상: 에이프릴 페리
- 배역: 제인 페인버그
- 배역: 마이크 펜튼
- 배역: 린다 고든